# Supercoupe d'Espagne de football 2025-2026
Navigation
Supercoupe d'Espagne 2024-2025 Supercoupe d'Espagne 2026-2027
La Supercoupe d'Espagne de football 2025-2026 est une compétition de football opposant les deux finalistes de la Coupe d'Espagne 2024-2025 et les deux meilleures équipes du championnat 2024-2025. Il s'agit de la 42e édition de ce trophée et la 7e sous ce format.
Tous les matches se déroulent en janvier 2026 au Stade Roi-Abdallah à Djeddah en Arabie saoudite.

## Participants
| Club               | Qualifié en tant que                                                           |
| ------------------ | ------------------------------------------------------------------------------ |
| FC Barcelone       | Champion d'Espagne 2024-2025 et vainqueur de la Coupe d'Espagne 2024-2025      |
| Real Madrid        | Vice-champion d'Espagne 2024-2025 et finaliste de la Coupe d'Espagne 2024-2025 |
| Atlético de Madrid | Troisième du championnat d'Espagne 2024-2025                                   |
| Athletic Club      | Quatrième du championnat d'Espagne 2024-2025                                   |

## Compétition

### Tableau
|  | Demi-finales          | Demi-finales          | Demi-finales          | Demi-finales          |  |  | Finale                | Finale                | Finale                | Finale                |
|  |                       |                       |                       |                       |  |  |                       |                       |                       |                       |
|  | janvier 2026, Djeddah | janvier 2026, Djeddah | janvier 2026, Djeddah | janvier 2026, Djeddah |  |  | janvier 2026, Djeddah | janvier 2026, Djeddah | janvier 2026, Djeddah | janvier 2026, Djeddah |
|  | FC Barcelone          |                       |                       |                       |  |  | janvier 2026, Djeddah | janvier 2026, Djeddah | janvier 2026, Djeddah | janvier 2026, Djeddah |
|  |                       |                       |                       |                       |  |  | janvier 2026, Djeddah | janvier 2026, Djeddah | janvier 2026, Djeddah | janvier 2026, Djeddah |
|  | Athletic Club         |                       |                       |                       |  |  | janvier 2026, Djeddah | janvier 2026, Djeddah | janvier 2026, Djeddah | janvier 2026, Djeddah |
|  | 0                     |                       |                       |                       |  |  |                       |                       |                       |                       |
|  | janvier 2026, Djeddah |                       |                       |                       |  |  |                       |                       |                       |                       |
|  |                       |                       | 0                     |                       |  |  |                       |                       |                       |                       |
|  | Real Madrid           |                       |                       |                       |  |  |                       |                       |                       |                       |
|  |                       |                       |                       |                       |  |  |                       |                       |                       |                       |
|  | Atlético de Madrid    |                       |                       |                       |  |  |                       |                       |                       |                       |
|  |                       |                       |                       |                       |  |  |                       |                       |                       |                       |

### Demi-finales
| janvier 2026 | FC Barcelone | –   | Athletic Club |                      |                      |
| 22h00 SAST   |              | (–) |               | Diffuseur : L'Équipe | Diffuseur : L'Équipe |
| 22h00 SAST   | [ Rapport]   |     |               | Diffuseur : L'Équipe | Diffuseur : L'Équipe |

| janvier 2026 | Real Madrid | –   | Atlético de Madrid |                      |                      |
| 22h00 SAST   |             | (–) |                    | Diffuseur : L'Équipe | Diffuseur : L'Équipe |
| 22h00 SAST   | [ Rapport]  |     |                    | Diffuseur : L'Équipe | Diffuseur : L'Équipe |

### Finale
| janvier 2026 |            | –   |  |                      |                      |
| 22h00 SAST   |            | (–) |  | Diffuseur : L'Équipe | Diffuseur : L'Équipe |
| 22h00 SAST   | [ Rapport] |     |  | Diffuseur : L'Équipe | Diffuseur : L'Équipe |